# Sibylle Jeker
Sibylle Jeker-Fluri (* 18. November 1983 in Olten) ist eine Schweizer Politikerin (SVP).

## Biografie
Sibylle Jeker wuchs in Balsthal auf. Ab 2016 war sie Präsidentin der SVP Schwarzbubenland. Von 2017 bis 2021 war sie Gemeinderätin in Erschwil. Seit 2019 ist sie Kantonsrätin des Kantons Solothurn. Zwischen September 2020 und Oktober 2021 führte sie die SVP Dornach ad interim als Präsidentin.
Bei den kantonalen Wahlen vom 9. März 2025 kandidierte sie um einen Sitz im Regierungsrat, verpasste aber wie alle anderen Kandidierenden das absolute Mehr, weshalb sie beim zweiten Wahlgang vom 13. April 2025 erneut antrat und gewählt wurde.
Sie ist mit Silvio Jeker verheiratet, hat zwei Kinder und wohnt in Büsserach.